# ديبورتيس أنتوفاغاستا
ديبورتيس أنتوفاغاستا (بالإسبانية: Club de Deportes Antofagasta)‏ هو نادي كرة قدم تشيلي مقره في مدينة أنتوفاغاستا، وهو يلعب حالياً في الدوري التشيلي لكرة القدم. الملعب الرئيسي للنادي هو ملعب إقليم دي انتوفاغاستا بسعة 21178 متفرجًا.

## التاريخ
تأسس النادي في 14 مايو 1966، عندما اندمج ناديا الهواة يونيون بيلافيستا و بورتوريو أتاكاما. كان الاسم الأصلي للفريق هو ديبورتيس أنتوفاغاستا بورتوريو.

## الملعب
يلعب النادي مبارياته على أرضه في ملعب إقليم دي انتوفاغاستا، المملوكة لبلدية أنتوفاغاستا. كان من المقرر أن يكون الملعب ملعبًا إحتياطيًا لكأس العالم 1962، وافتتح أخيرًا في 8 أكتوبر 1964. أقيمت أول مباراة كرة قدم احترافية هناك عام 1966، ولعب ديبورتيس أنتوفاغاستا هناك منذ ذلك الوقت. في عام 2007، تم إغلاق الاستاد للإصلاحات، وكان لا بد من لعب المباريات على أرضه في مكان آخر .